# Bulbophyllum masonii
Bulbophyllum masonii é uma espécie de orquídea (família Orchidaceae) pertencente ao gênero Bulbophyllum. Foi descrita por Karlheinz Senghas e Jeffrey James Wood em 1986.